# Sapho (Sängerin)

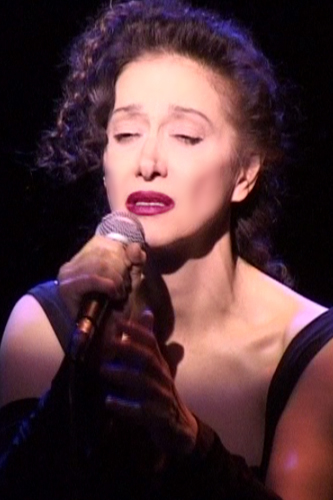
Sapho (2014)

Sapho (* 10. Januar 1950 in Marrakesch; bürgerlich Danielle Ebguy) ist eine marokkanisch-französische Sängerin. Stilistisch deckt sie ein breites Spektrum ab: von nordafrikanischer Musik und Flamenco bis hin zu Chanson, Rock und New Wave. Sie singt auf Französisch, Arabisch, Englisch, Spanisch und Hebräisch. Darüber hinaus hat sie mehrere Romane veröffentlicht und betätigt sich in den Bereichen Cabaret und Choreografie.

## Leben und Karriere
Sapho emigrierte als Jugendliche mit ihrer jüdischstämmigen Familie 1966, im Jahr der marokkanischen Unabhängigkeit, nach Frankreich. Neues Domizil wurde die südfranzösische Metropole Lyon. Nach einer kurzen Zwischenetappe und dem Besuch der dortigen Schule setzte Danielle Ebguy ihre Schulausbildung auf einem Schweizer Internat fort. Mit 18 zog sie in das am Südufer der Seine gelegene Pariser Künstler- und Touristenviertel Saint-Germain-des-Prés und schrieb sich an der Universität für ein Kunststudium ein. Unterdessen nahm die Musik zunehmend größeren Raum ein: sie spielte Gitarre, nahm Schauspielunterricht und machte Straßenmusik. Dem Rat eines Freundes folgend, nahm sie Gesangsunterricht auf dem von der Filmschauspielerin Mireille Hartuch begründeten Petit Conservatoire de Mireille. Als Künstlername wählte sie, nach einem kurzen Zwischenspiel mit dem Pseudonym Bergamote, den Namen Sapho – abgeleitet von der antiken griechischen Dichterin Sappho.

### Frühe Karriere (1979–1990)

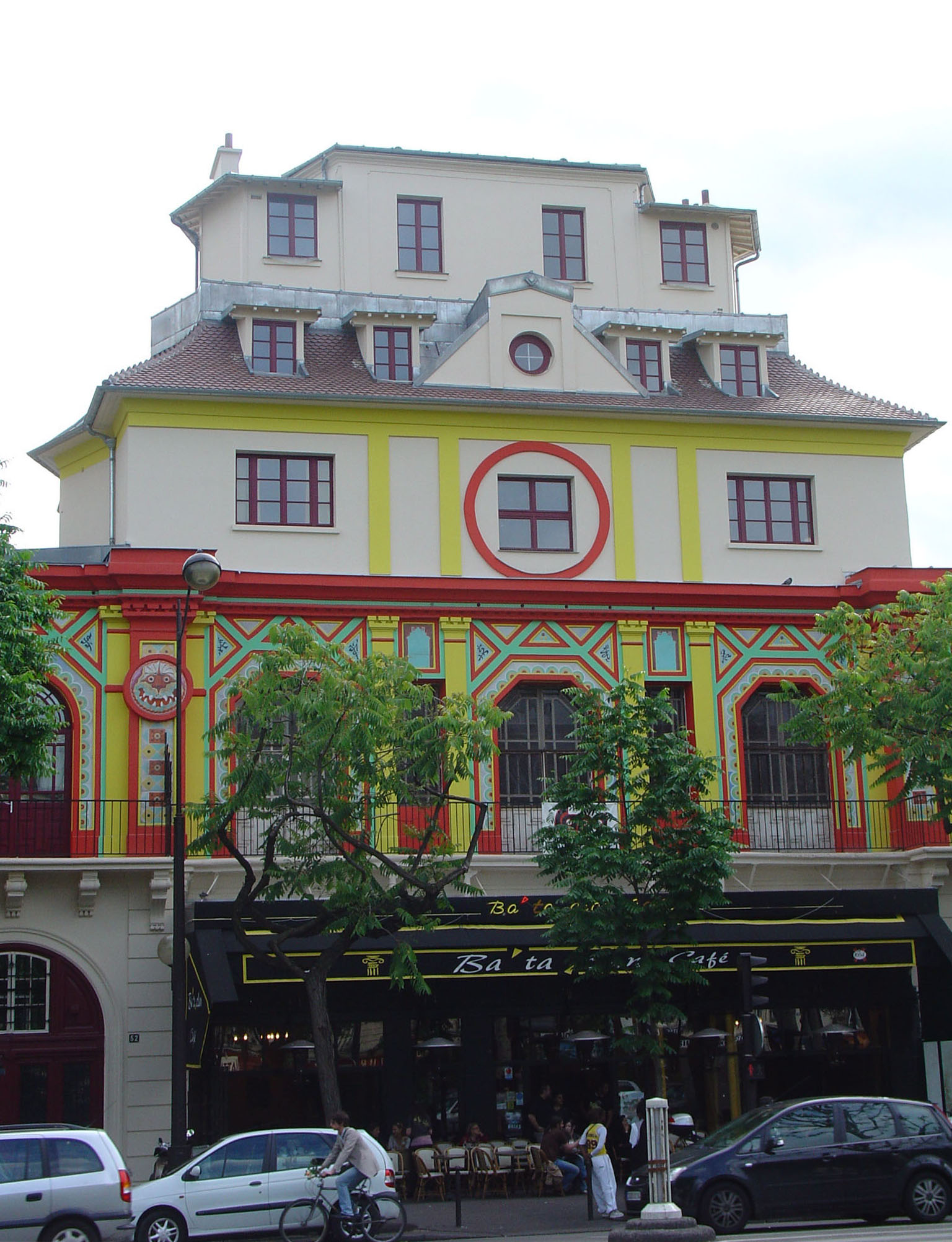
Aufnahmeort des Live-Doppelalbums aus dem Jahr 1987: das Bataclan im XI. Arrondissement von Paris

Parallel zum Konservatoriumsbesuch konzentrierte sich Ebguy/Sapho mehr und mehr auf ihre Musik. Schließlich nahm RCA France die Sängerin unter Vertrag. Das Debütalbum, Le Balayeur du Rex, erschien 1979. Die zehn Stücke der Platte pendelten stilistisch zwischen Rock und New Wave. Kommerziell war das Album nicht sonderlich erfolgreich. Seitens der Kritik wurde Sapho allerdings als neues, aufregendes Talent registriert. Nach der Veröffentlichung des Erstwerks wechselte die Sängerin für ein Jahr als Reporterin nach New York. Neben ihrer Tätigkeit für das Musik- und Underground-Magazin Actuel absolvierte Sapho Auftritte in unterschiedlichen Clubs. Auf die Zeit in New York folgte ein kürzerer Aufenthalt in London. Das zweite Album aus dem Jahr 1980 (Titel: Sapho) spiegelte die Begeisterung der Sängerin für die dortige Punk-Szene. Ebenso wie der Vorgänger offerierte auch Sapho eine Mixtur aus schnellem, druckvollem Punkrock und düsteren, an der US-Band The Doors orientierten New-Wave-Melodien. Single-Auskoppelung war das Stück Janis – eine Hommage an die US-Rocklegende Janis Joplin.
Auf den beiden Folgeproduktionen – der 1980 erschienenen Mini-LP Le Paris stupide und dem 1982 herausgekommenen Album Passage d’enfer – kultivierte die Sängerin weiter ihren Mix aus schnellem Punkrock, New Wave, Synthiepop und Chanson. Passage d’enfer enthielt mit Souvenir D’Enfance (Endi Ou Hida) (übersetzt: Kindheitserinnerungen – Endi oder Hida) erstmals ein längeres Stück in arabischer Sprache und mit nordafrikanischer Melodik. Die beiden Anschlussalben Barbarie (1983) und Passions, passons (1985) offerierten noch mehr nordafrikanische Töne. Mit den – teilweise als Single-Auskoppelungen erschienenen – Stücken Carmel, Méthylène sowie Globo Night enthielt das von Les-Négresses-Vertes-Entdecker Peter Murray produzierte Album Passions, passons drei Stücke, die zum Grundrepertoire der Sängerin avancierten. Deutlicher als auf ihren ersten Alben thematisierten die Texte gesellschaftliche Missstände wie Ausgrenzung, Rassismus sowie die Macho-Haltung vieler Männer. Flankiert waren die – zeitweilig fast im Jahresturnus erscheinenden – Albumproduktionen von Tourneen inner- und außerhalb von Europa. So absolvierte Sapho Auftritte in Frankreich, Deutschland den USA, Kanada und Japan.
Über ihre Musik hinaus betätigte sich Sapho auch als Autorin. Ihre ersten beiden Romane erschienen noch in den 1980ern: der autobiografisch geprägte Debütroman Douce violence 1982, fünf Jahre danach der Zweitling Ils préféraient la lune – ein Roman, der die identitäre Unsicherheit eines jungen Tunesiers im Rahmen einer Liebesgeschichte thematisiert. Zwischenzeitlich absolvierte die Sängerin einen längeren Mexiko-Aufenthalt. 1987 erschien ein Live-Doppelalbum – Live au Bataclan, welches einen Querschnitt von Saphos Repertoire darbot und auf mehreren Bataclan-Auftritten im September 1996 basierte. Im Oktober 1987 erschien das nächste Studioalbum, El sol y la luna. Weitere Aktivitäten: Cabaret-Auftritte als Seeräuber-Jenny in einer Inszenierung der Dreigroschenoper von Brecht/Weill sowie die Mitwirkung an einem 1989 gedrehten Film mit über die Situation palästinensischer Kinder während der Intifada. Allerdings fand sich für den – unter problematischen Produktionsbedingungen eingespielten – Film (Titel: Discours à la mer) kein Verleih; eine öffentliche Aufführung fand nicht statt.

### Spätere Karriere (seit 1991)
Der Wechsel weg vom harten Rock-Image hin zu einer eher chansonhaften, stark von arabischen Elementen bestimmten Musik hatte sich bereits mit dem Album Passions passons angekündigt. La traversée du désir, das 1991 erschienene Folgealbum von El sol y la luna, war textlich lyrischer gehalten als die Vorgänger. Aufgenommen in Rabat, Berlin und Lille, enthielt es Stücke in Arabisch, Französisch und Englisch – darunter eine Coverversion des populären Chansons Parlez-vous d’amour von Charles Lenoir aus dem Jahr 1930. Neu im Repertoire der Sängerin: El Atlal – ein Hit der bekannten ägyptischen Sängerin Umm Kulthum. 1994 organisierte Sapho ein Konzert in Jerusalem, das zugleich als musikalisches Experiment fungierte. Zusammen mit einem Ensemble aus palästinensischen und israelischen Musikern spielte sie ein Reminiszenz-Album ein mit Stücken von Umm Kulthum – darunter auch den Titelsong El Atlal. Anschließend absolvierte Sapho mit dem Repertoire des Konzeptalbums eine Europa-Tournee.
1995 publizierte die Künstlerin einen weiteren Roman – Patio, opéra intime. Die beiden nächsten Alben waren von einem Mix unterschiedlicher Stile geprägt. Jardin Andalou aus dem Jahr 1996 kombinierte Rockmusik-Elemente mit andalusischen und arabischen Klängen. Das 1997 veröffentlichte Album Digital Sheikha war einerseits stark von Tekkno, House und anderen elektronischen Stilen bestimmt. Andererseits kaprizierte sich Sapho stark auf die Musik der marokkanischen Sheikhates – Maghreb-Sängerinnen, die bei Hochzeiten und ähnlichen Anlässen auftreten und deren Image mit einem losen, tendenziell unmoralischen Leben verbunden ist. Die Rohaufnahmen von Digital Sheikha erfolgten in Casablanca. Die finalen Mixes wurden in einem Basler Studio fertiggestellt. Der neuartige stilistische Mix fand bei der Kritik Anklang; der Kritiker Pat Jabbar charakterisierte den Sound des Albums mit dem Begriff Ethno Dance.
Die politische und menschenrechtlich problematische Situation im Nahen Osten blieb weiterhin ein wichtiges Thema in den Aktivitäten der Sängerin. Aus Protest gegen die anhaltende Besetzung des Westjordanlands und des Gazastreifens organisierte sie 1998 ein Konzert für den Frieden in Gaza. Trotz Warnungen im Vorfeld sowie einer angespannten Situation vor Ort konnte der Auftritt ohne Zwischenfälle stattfinden und erwies sich im Nachhinein als Erfolg. 1999 konzipierte Sapho eine neue Show, mit der sie unter anderem in der Schweiz, den Niederlanden und Marokko gastierte. Vom 21. September bis 29. Oktober 2000 beteiligte sie sich an einer genreübergreifenden Performance zu Ehren von Rilke, Lorca, Michaux und Baudelaire im Pariser Maison de la poésie. Die Inszenierung erntete begeisterte Kritiken und wurde aufgrund der großen Nachfrage im März 2001 wiederholt. Am 5. Oktober 2001 trat sie zusammen mit dem Raï-Musiker Cheb Mami und der French-Pop-Sängerin Jane Birkin auf einem Konzert anlässlich des fünften Jahrestags der Abschaffung der Todesstrafe in Frankreich auf.
Die Nachfolgealben von Digital Sheikha wurden in einem noch internationaleren Umfeld produziert als die Vorgänger. Spätestens mit ihrem Hommage-Album für Umm Kulthum () ist Sapho in die Liga der international renommierten World-Music-Acts gelangt. 2002 hatte sie diverse Gastspiele auf dem afrikanischen Kontinent (unter anderem in Mauretanien und Guinea-Bissau), im Irak und in der nordisraelischen Stadt Nazareth. Das 2003 erschienene Album Orients wurde zusammen mit einem klassischen Orchesterensemble aufgenommen, dem jüdische, christliche und muslimische Musiker angehören. 2004 beteiligte sich Sapho an einer französischen Aufführung von Eve Enslers Romanvorlage Die Vagina-Monologe. Am 14. Februar 2005 gab sie ein Solidaritätskonzert im Rahmen der Kampagne zur Freilassung der im Irak entführten Journalistin Florence Aubenas und ihres Übersetzers Hussein Hanoun Al-Saadi.
Mit ihrem nächsten, 2006 erschienenen Album vollzog Sapho erneut eine musikalische Wendung. Ferré Flamenco (Sapho chante Ferré) versammelt Flamenco-Stücke des bekannten französischen Chansonniers und Anarchisten Léo Ferré. Universelle wiederum, veröffentlicht 2008, enthält eine stilistische Mixtur aus Rock, Reggae, Funk und arabisch-andalusischen Klängen. Gefolgt wurde es 2011 von dem Album Velours sous la lettre, dessen Titel Bezug nimmt auf das englische Velvet Underground und sich musikalisch bezieht auf die Arbeit des ehemaligen Velvet-Underground-Frontmannes Lou Reed.
Das Engagement der Sängerin für Frieden und Menschenrechte manifestierte sich des Weiteren 2013 in der Teilnahme an einer Solidaritätsveranstaltung zugunsten der vom syrischen Bürgerkrieg in Mitleidenschaft gezogenen Zivilbevölkerung.

## Stilistische Einordnung, Kritik und politisches Engagement
In ihrem Heimatland Frankreich zählt Sapho zu den anerkannten Größen der Pop- und World-Music-Szene. Ihr Crossover aus westlichen Musikstilen und nordafrikanischer Musik fand in französischen Medien ebenso breiten Widerhall wie ihre ambitionierten Musikprojekte. Berichte, Rezensionen und Porträts publizierten unter anderem Le Parisien, L’Humanité, Match de Paris, Le Figaro, L’Express, France Soir und Le Monde. Sie selbst charakterisiert ihre Hinwendung zu der Musikkultur Nordafrikas als folgerichtigen Schritt, der sich aus ihrer Entwicklung ergeben habe. Ihr partielles Abrücken von dem New-Wave-Stil ihrer ersten Alben begründete sie 1999 gegenüber der Zeitschrift Le Parisien mit dem Eingeständnis, Rockmusik sei für sie erst eine adäquate Form der Rebellion gewesen. Die Besuche von Konzerten mit traditioneller arabischer Musik hätten allerdings einen nachhaltigen, bewegenden Eindruck bei ihr hinterlassen und sie schließlich dazu veranlasst, sich selbst stärker mit dieser Musik zu befassen.
Als ambitionierte Werke in Sachen kultureller Crossover werden vor allem ihre drei Alben El Atlal, Digital Sheikha und Ferré Flamenco angesehen. Der Literaturwissenschaftler Armin A. Wallas hob in einem Beitrag zu einer Kulturstudie über den westlichen Fitnessgedanken die Produktionsweise von Saphos Album Digital Sheikha beispielhaft hervor: „(…) Mehrere Songs interpretiert sie gemeinsam mit ‚Zahera and her Girls from Hallilifa‘, einer der populärsten Sheikha Combos von Marrakesh. Die Lieder über ‚schäbige, böse Mädchen‘ fügen sich zu einer Hommage auf die maghrebinischen Sheikhates zusammen, die – auf Festen akzeptiert, im sozialen Umfeld als Schande empfunden – einen Inbegriff weiblicher Kreativität, künstlerischer Subversion und erotischer Freizügigkeit verkörpern. In den Worten Saphos: ‚Ich möchte, daß arabische und andere Menschen begreifen, daß derartige Frauen in der arabischen Welt existieren und daß sie ein natürlicher Teil des Lebens sind.‘“
In den Medien ebenfalls regelmäßig hervorgehoben wird die Expressivität von Saphos Live-Auftritten. Die im elsässischen Mülhausen erscheinende Tageszeitung L’Alsace etwa beschrieb einen lokalen Auftritt wie folgt: „Gitarren und Schlagzeug (Darbuka und Cajon) begleiten Saphos Gesang, der beginnt und endet mit einem geflüsterten Schrei. Französisch, Arabisch und Spanisch werden gemischt dargeboten, die kraftvolle Stimme gerät jedoch nie ins Stocken. Die Sängerin ist mediterran in ihrer Wärme, ihren Exzessen und ihrer freundschaftlichen Art. Sie tanzt, dreht sich, springt mit beiden Füßen, kriecht auf die Knie.“ L’Express lieferte anlässlich eines Porträts der Künstlerin folgende Kurzcharakteristik: „Sie liebt Garcia Lorca und Umm Kulthum, Rock und Rainer Maria Rilke. Sie singt in Paris, Sarajevo oder Gaza. Ihre klare Stimme ist ein wenig heiser, aber gleichzeitig klar.“
Auch die Positionsbeziehungen der Sängerin in Sachen Bürger- und Menschenrechte, gegen Ausgrenzung und Rassismus, für die Rechte von Frauen und für den Frieden in Nahost erfuhren breite Resonanz. Sapho selbst nutzte die unterschiedlichen Anlässe, um für ihre Positionen zu werben. Anlässlich ihrer Teilnahme am Weltmarsch der Frauen im Jahr 2000 äußerte sie deutliche Kritik am bislang erreichten Stand in Sachen Frauengleichberechtigung: Die Hälfte der Menschheit habe noch immer zu kämpfen. Letzten Endes sei die Situation der Frauen ein Barometer für den Stand der Demokratie: Wo ihre Rechte verletzt werden, werden die von Männern und Kindern es ebenfalls. Ihr Grundverständnis formulierte sie 2012 gegenüber der Tageszeitung L’Humanité wie folgt: „Das Bewußtsein über die Übel der Menschheit ist tief in mir eingeschrieben. Wie können wir die vergessen, die den Winter oder die Nächte auf der Straße verbringen? Wie kann man diese Indifferenz akzeptieren, diese Gleichgültigkeit gegenüber dem Krieg? Ich jedenfalls kann mich nicht daran gewöhnen. Sprechen darüber, immer und immer wieder, ist eine Form des Widerstands.“

## Diskografie

### Alben
- Le balayeur du Rex (1979; RCA)
- Sapho (1980; EMI)
- Le Paris stupide (1980; EMI)
- Passage d’enfer (1982; EMI)
- Barbarie (1983; Pathé)
- Passions, passons (1985; Celluloid)
- Sapho live au Bataclan (1987; Celluloid)
- El sol y la luna (1987; Torso)
- La Traversée du désir (1991; Wotre Music)
- Préférences (Compilation; 1991; EMI France)
- El atlal (Sapho chante Oum Kalsoum) (1994; Gorgone)
- Jardin andalou (1996; Celluloid)
- Digital Sheikha (1998; Barraka El Farnatshi)
- La Route nue des hirondelles (1999; Mélodie Distribution)
- Orients (2003; Independance Records)
- Ferré Flamenco (Sapho chante Léo Ferré) (2006)
- Universelle (2008; Basaata Productions)
- Velours sous la terre (2011; Voix de la Méditerranée)

### Singles
- La Balayeur du rex / Saimon a Saigon (1977; RCA)
- Janis (1980; Sonopresse)
- Respect / Amour Absence (1981; Pathé)
- Carmel / Méthylène (1985; Celluloid)
- Duerme Negrito (1987; mit Jairo; Malambo)
- Train de Paris / Méthylène (1987; Torso)
- Petite fille veut le monde (1988; EPM Musique)
- Globo Night (Barclay; nur in Japan)

## Bücher
- Douce violence. Roman, Ramsay, 1982 (ISBN 2859562575 / ISBN 978-2859562571).
- Sous la coupole. Zeichnungen, Ultramarine, 1985 (ISBN 2905779020 / ISBN 978-2905779021).
- Ils préféraient la lune. Roman, Balland, 1987 (ISBN 2715806248 / ISBN 978-2715806245).
- Patio, opéra intime. Roman, Stock, 1995 (ISBN 2234044359 / ISBN 978-2234044357).
- Un mensonge. Roman, Balland, 1996 (ISBN 2715808011 / ISBN 978-2715808010).
- Beaucoup autour de rien. Roman, Calmann-Lévy, 1999 (ISBN 270212982X / ISBN 978-2702129821).
- Un très proche Orient. Manifest, Joëlle Losfeld, 2001, ISBN 2844120881.
- Le Livre des quatorze semaines. Gedichte, La Différence, 2004 (ISBN 2729115056 / ISBN 978-2729115050).
- Juste avant de voir. Gedichte mit Illustrationen von Benjamin Levesque, Area, Paris, 2005 (ISBN 2352760208 / ISBN 978-2352760207).
- Guerre, Words y Plato. Gedichte, La Différence, 2009 (ISBN 2729118470 / ISBN 978-2729118471).
- Muleta. Gedichte, La Différence, 2011 (ISBN 978-2-7291-1940-9)